# Foszfonitok

A foszfonossav észtereinek általános képlete

A foszfonitok P(OR)2R képletű foszfororganikus vegyületek. Ligandumként használatosak, de egyes peszticidekben is alkalmazzák őket.

## Előállításuk
Bár a foszfonossav (RP(OH)2) származékai, nem ezen az úton, hanem szerves foszfinossav-kloridok alkoholízisével állítják elő. Például diklór-fenilfoszfin és metanol reakciója bázis jelenlétében dimetil-fenilfoszfonitot eredményez:
Cl2PPh  +  2 CH3OH   →   (CH3O)2PPh  + 2 HCl

## Reakcióik
Oxidációjuk során foszfonátok keletkeznek:
2 P(OR)2R  +  O2   →   2 OP(OR)2R
Homogén katalitikus reakciókban ligandumként szerepelhetnek.

## Fordítás
Ez a szócikk részben vagy egészben  a   Phosphonite című angol Wikipédia-szócikk ezen változatának fordításán alapul.  Az eredeti cikk szerkesztőit annak laptörténete sorolja fel. Ez a jelzés csupán a megfogalmazás eredetét és a szerzői jogokat jelzi, nem szolgál a cikkben szereplő információk forrásmegjelöléseként.